# Ismeretlen férfi
Az ismeretlen férfi (eredeti cím: Unknown) 2011-ben bemutatott thriller. Rendezője Jaume Collet-Serra, főszereplői Liam Neeson, Diane Kruger, January Jones, Aidan Quinn, Bruno Ganz és Frank Langella.
A film története egy 2003-as francia regényen alapul (angolul Out of My Head címmel jelent meg), írója Didier van Cauwelaert.
Magyarországi bemutató: 2011. április 11.

## Rövid történet
Amikor egy férfi felébred a több napos kómából, rájön, hogy valaki átvette a személyazonosságát, ezért szövetkezik egy fiatal nővel, hogy bebizonyítsa, ki is ő valójában.

## Cselekménye
|  | Alább a cselekmény részletei következnek! |

Dr. Martin Harris kutató (Liam Neeson) és felesége, Liz (January Jones) megérkeznek télen Berlinbe egy biotechnológiai konferenciára, ahol Dr. Harris az egyik előadó. Megérkezvén a Hotel Adlon szállodához, Martin rájön, hogy egy táska hiányzik, ezért visszaindul a repülőtérre. Liz közben bejelentkezik a recepción, és látja Martint elmenni. Martin próbál telefonálni a taxiból, de nincs térerő. A taxit Gina (Diane Kruger) vezeti, aki szintén szőke hajú, vékony testalkatú, mint Martin felesége és akiről később kiderül, hogy illegális bosnyák bevándorló, valamint hogy pincérnőként is dolgozik, hogy megszerezhesse a tartózkodáshoz szükséges papírokat. Úton a repülőtér felé a taxi balesetet szenved, egy hídon a korlátot áttörve beleesik a Spree vízébe. Martin elveszti az eszméletét, Gina azonban kimenti a víz alá süllyedő autóból.
Martin egy kórházban tér magához, amikor a balesete óta már négy nap telt el. Nincs nála semmilyen igazolvány, mivel azok a reptéren felejtett táskában maradtak. Furcsállja, hogy négy nap alatt a felesége nem látogatta meg, és senki sem érdeklődött utána. Orvosa figyelmezteti, hogy a baleset miatt emlékképei összezavarodhatnak, de idővel mindenre emlékezni fog. Saját felelősségére Martint elengedik a kórházból.
Martin visszatér a szállodába, ahol a több napos konferenciát tartják, és megdöbbenve látja, hogy felesége nem ismeri fel, és egy másik férfit nevez a férjének (Aidan Quinn), aki Dr. Martin Harris néven mutatkozik be. A szálloda biztonsági főnöke megértőnek mutatkozik, de mivel Martinnak semmiféle papírja nincs, el kell hagynia a szálloda területét. A rendőrségen Martin azt kéri, hogy az interneten keressenek rá a nevére (ez több száz találatot jelent), majd megadja az egyetem nevét, ahol kutatóként dolgozik - ott azonban a Dr. Martin Harris névnél a szállodában látott férfi képe díszeleg. Martin még régi barátját, Rodney Cole professzort (Frank Langella) szeretné felhívni az Egyesült Államokban, aki igazolhatná a személyazonosságát, de a Hálaadás ünnepe miatt csak az üzenetrögzítő jelentkezik.
Martin ekkor az egyetemre megy, ahol Bressler professzorral beszélt meg találkozót, azonban ellenlábasa itt is megelőzte. Martin megpróbálja a professzor általa ismert családi adataival igazolni, hogy a professzor vele tartotta a kapcsolatot (gyermekek neve, életkora), de a másik Martin ugyanezeket az adatokat sorolja, és ő hivatalos iratokkal is tudja igazolni magát. Közben megérkezik a rendőrség, Martinnak innen is távoznia kellene, ekkor azonban az átélt izgalmak hatására elveszti eszméletét.
Ugyanabban a kórházban tér magához, ahol korábban kezelték. Az orvosa szemrehányást tesz magának, amiért korábban elengedte a kórházból, bár figyelmeztette, hogy a memóriája okozhat meglepetéseket, és előfordulhat szédülés, rosszullét is. A kórházban MRI vizsgálatra küldik, hogy kiderüljön, van-e sérülés az agyában. A vizsgálat végén egy ismeretlen orvos közelíti meg, megkötözi a kezét, és egy injekcióból valamit a bekötött infúzióba fecskendez, amitől Martin kezd elkábulni. Amikor az ápolónő belép, az „orvos” egy mozdulattal eltöri a nyakát. Martinnak sikerül egy ollót kivennie a földön fekvő ápolónő zsebéből, és azzal kiszabadítja a kezét, majd elmenekül.
Martin az ápolónőtől korábban kapott címre megy, ahol egy volt Stasi-ügynököt talál, Ernst Jürgen magánnyomozót (Bruno Ganz). Két nyomon indulhatnak el a történtek felderítésében, az egyik egy illusztrált kisméretű könyv, amit Martin még fiatalon az apjától kapott, és mindig magával hord, a másik Gina, a taxisofőr, aki talán emlékszik valami gyanús jelre. Martin megpróbálja meggyőzni Ginát, hogy segítsen neki, a lány azonban fél a hatóságoktól. Jürgen az interneten talál egy videót, amin egy sikertelen merényletkísérlet látható, amit Shada Szaúd-Arábiai herceg ellen követtek el, aki a biotechnológiai konferencia fő támogatója, és titokban Bressler professzor kutatásaihoz is biztosítja a szükséges anyagi és egyéb feltételeket. Bressler egy kukoricafajjal kísérletezik, ami ellenállóbb a létező fajtáknál, és sivárabb körülmények között is termeszthető, ezért csökkenteni lehetne vele az éhezést a világban. Shada herceg már több merényletkísérletet túlélt, amiket többnyire politikai szélsőségesek követtek el. Jürgen feltételezi, hogy Martin személyazonosságának ellopása összefüggésben lehet a Shada herceg elleni merényletekkel, lehetséges, hogy most is az készül ellene.
Jürgent váratlanul meglátogatja Cole professzor, azonban amikor Jürgen rájön, hogy Cole egy titkos bérgyilkos társaság tagja, mérget tesz a saját teájába, és öngyilkos lesz. Valószínűleg Martin kilétére is rájött, mert utolsó szavaival azt kérdezi Cole-tól: „Mi lesz, ha emlékezni fog mindenre?”
Közben Martinnak sikerül meggyőznie Ginát, hogy segítsen neki, és egy éjszakát maradhasson a szegényes lakásban, azonban nem sokkal később bérgyilkosok támadják meg őket. Egyikük a kórházban látott „orvos” - vele a saját méreginjekciójával végeznek -, a másik üldözőbe veszi őket, amikor Gina taxijával elmenekülnek. Autójuk menekülés közben felborul, de sikerül lerázniuk az üldözőt.
Martin a kis könyvet vizsgálgatva rájön, hogy a felesége kézírásával beírt számok a könyv oldalaira, illetve bizonyos szavaira utalnak, és két növény latin nevét adják ki.
Martinnak eszébe jut, hogy Lizzel egy modern kiállítást szerettek volna megnézni, ezért odamegy, ahol találkozik vele, és pár szót sikerül is beszélniük, mielőtt a bérgyilkos itt is feltűnik. Liz csak annyit tud neki mondani, az volt minden baj okozója, hogy a táskáját a reptéren hagyta.
Martin elmegy a reptérre Ginával, ahol eszébe jut a táska kódja, és a táska felnyitása után megtalálják benne az útlevelét is, így átveheti a táskát. Itt elköszönnek egymástól Ginával, de a lány nemsokára látja, hogy Martint elrabolják, és egy fekete teherautóba tuszkolják. Gina ellop egy taxit, és a másik kocsi nyomába ered. Az autó egy parkolóház emeleti részén áll meg, ahol Martint kiszállítják a kocsiból. Elrablója Cole, akinek az életben maradt bérgyilkos segít. Mivel nyilvánvaló, hogy úgyis megölik (a gyilkosságot kábítószer-túladagolásnak akarják álcázni), Cole felfedi előtte, hogy Martin is bérgyilkos, akinek az lett volna a feladata, hogy a konferencia ideje alatt merényletet kövessen el Bressler professzor ellen, azonban a látszat az lett volna, hogy Shada herceg volt a célpont. Amikor Martin balesete bekövetkezett, és bizonytalannak látszott a felépülése, életbe lépett a tartalék bérgyilkos, aki Martin Harris bőrébe bújt. „Felesége” sem a felesége, bérgyilkos ő is.
Gina ekkor ér oda az autójával, és belerohan a teherautóba, ami lezuhan az emeletről és felrobban, benne Cole-lal. A bérgyilkos többször rálő a lányra, aki kénytelen nekihajtani a férfinak az autójával.
Martin felfedez a táskájában egy titkos rekeszt, amiben kanadai útleveleket talál saját maga és Liz fényképével, az övé William Sean Carmichael névre van kiállítva. Ezekből kiderül, hogy három hónapja már jártak Berlinben, és akkor helyezhették el a szállodában a merényletre szánt robbanóanyagot, amit most csak aktiválni kell.
Ekkor a szállodához rohannak, hogy megakadályozzák a merényletet. Itt a biztonságiak megint csak nem engedik be őket, de a biztonsági kamerák felvételei alapján Martin meggyőzi őket, hogy három hónapja már járt a szállodában. Liz eközben lemásolja Bressler kutatási anyagát egy ruhatárban hagyott laptopról.
Miután a biztonságiakat sikerül Martinnak meggyőznie egy lehetséges bombatámadásról, elrendelik a szálloda kiürítését. Mikor Liz rájön, hogy tervük kudarcba fulladt, megpróbálja hatástalanítani a bombát, ami azonban nem sikerül: felrobban megölve a nőt is és a szálloda épületében hatalmas lyuk keletkezik.
A másik „Martin”, az utolsó megmaradt bérgyilkos megpróbálja a robbanás után megölni a professzort, azonban Martin közbelép és végez vele. Bressler másnap a szállodában a nyilvánosság elé tárja felfedezését Shada herceg jelenlétében, az új kukoricafajjal kapcsolatban. Martin és Gina vonatra szállnak a kanadai útlevelekkel, amelyek új személyazonosságot jelentenek nekik.
|  | Itt a vége a cselekmény részletezésének! |

## Szereplők
| Színész        | Szerep                                      | Magyar hang    |
| -------------- | ------------------------------------------- | -------------- |
| Liam Neeson    | Dr. Martin Harris                           | Jakab Csaba    |
| Diane Kruger   | Gina, taxisofőr, illegális bevándorló       | Gubás Gabi     |
| January Jones  | Elizabeth "Liz" Harris                      | Horváth Lili   |
| Aidan Quinn    | a másik „Martin”, Martin B                  | Széles László  |
| Frank Langella | Rodney Cole professzor                      | Fodor Tamás    |
| Bruno Ganz     | Ernst Jürgen magánnyomozó, volt Stasi-tiszt | Tordy Géza     |
| Sebastian Koch | Bressler professzor                         | Forgács Péter  |
| Stipe Erceg    | Jones                                       | nem szólal meg |
| Rainer Bock    | Herr Strauss                                | Tarján Péter   |
| Mido Hamada    | Shada herceg                                |                |
| Clint Dyer     | Biko, Gina váltótársa a taxinál             |                |
| Karl Markovics | Dr. Farge                                   | Rosta Sándor   |
| Eva Löbau      | Gretchen Erfurt ápolónő                     |                |

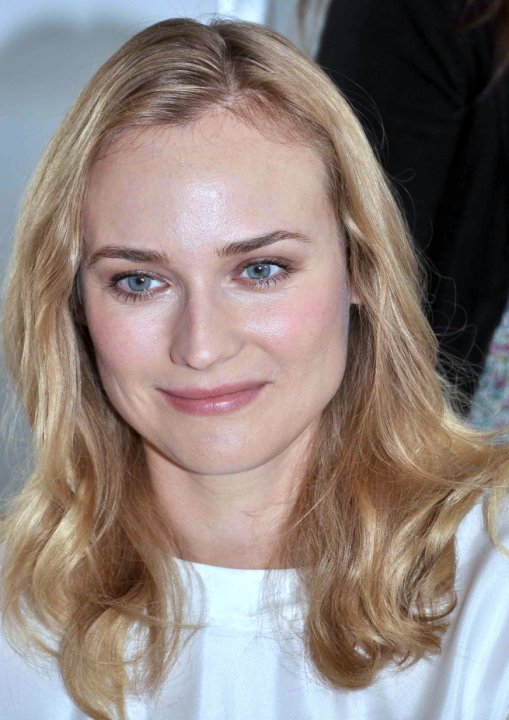
Diane Kruger
(Cannes, 2010)

A filmben több német színész is szerepel. Rainer Bock ezt megelőzően a Becstelen brigantyk (ebben szintén részt vett Diane Kruger is) és a A fehér szalag című filmekben tűnt fel. További szereplők Adnan Maral, mint török taxisofőr, és Petra Schmidt-Schaller, mint a bevándorlási hivatalban dolgozó hivatalnok.

## A film készítése

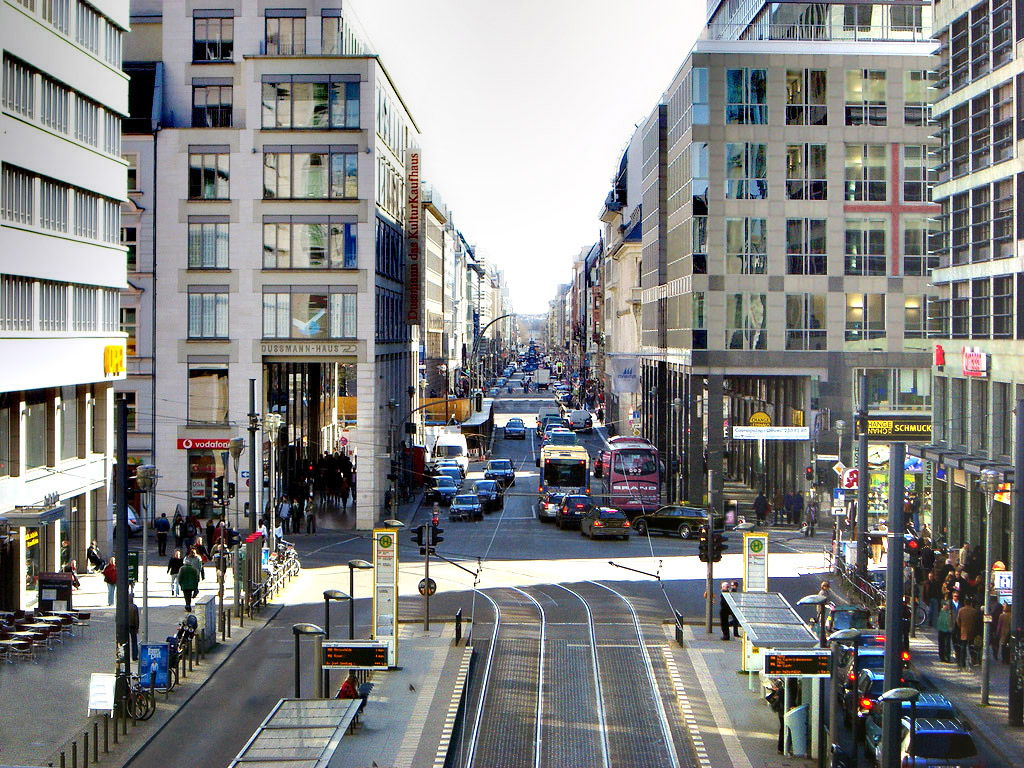
A Friedrichstraße Berlinben, ahol az autós üldözés zajlik a filmben

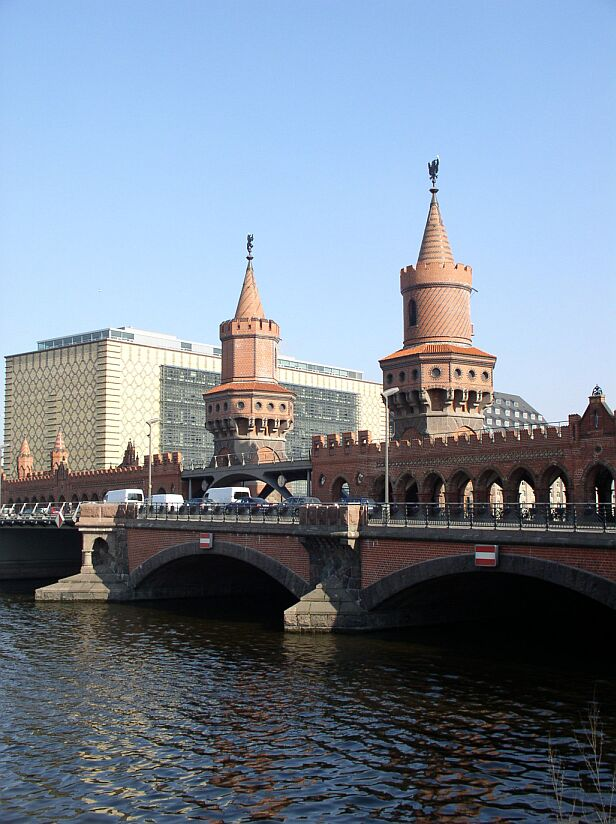
Az Oberbaumbrücke, amiről a taxi a vízbe esik

A film forgatása 2009. december 16-án kezdődött Berlinben és a Studio Babelsberg filmstúdióban, és 2010. március 28-án ért véget. A híd, amiről a taxi a vízbe esik, az Oberbaumbrücke. A Friedrichstraße több éjszaka le volt zárva az autós üldözés forgatása miatt. Néhány felvételt a létező Adlon szállodában vettek fel. További helyszínek voltak Berlinben: Neue Nationalgalerie, Berlin Hauptbahnhof (főpályaudvar), Berlin Friedrichstraße station, Pariser Platz, Museum Island, és az Oranienburger Straße, továbbá a Lipcse/Halle repülőtér. Andrew Rona információi szerint a film költségvetése 40 millió dollár volt. Dark Castle Entertainment ehhez 30 millió dollárral járult hozzá. A német filmalap a film készítését 4,65 millió euróval támogatta (ez több mint 6 millió dollár). A film munkacíme Unknown White Male volt („Ismeretlen fehér férfi”).

## Fogadtatás
A filmet vegyesen fogadták a kritikusok. A Rotten Tomatoes 55%-ra értékelte 206 kritikus véleményét összegezve. Néhány kritikus dicsérte a filmet és benne Liam Neeson alakítását. Richard Roeper B+ -ra értékelte a filmet, és hozzátette: »Az ismeretlen férfi« néha megnyújtja a lehetséges határait majdnem a töréspontig, de olyan jó a ritmusa, az alakítások annyira jók, hogy a végére a legtöbb kérdésre választ kapunk. Nagyon jól elkészített thriller. Egy másik kritikus szerint: „Liam Neeson jelentősen javít a fejleményeken, de a film annyira kiszámítható és valószínűtlen, hogy elveszíti a kiindulópont előnyeit.”

## Fordítás
- Ez a szócikk részben vagy egészben  az   Unknown (2011 film) című angol Wikipédia-szócikk fordításán alapul.  Az eredeti cikk szerkesztőit annak laptörténete sorolja fel. Ez a jelzés csupán a megfogalmazás eredetét és a szerzői jogokat jelzi, nem szolgál a cikkben szereplő információk forrásmegjelöléseként.
- Ez a szócikk részben vagy egészben  az   Unknown Identity című német Wikipédia-szócikk fordításán alapul.  Az eredeti cikk szerkesztőit annak laptörténete sorolja fel. Ez a jelzés csupán a megfogalmazás eredetét és a szerzői jogokat jelzi, nem szolgál a cikkben szereplő információk forrásmegjelöléseként.
- Ez a szócikk részben vagy egészben  az   Unknown (película) című spanyol Wikipédia-szócikk fordításán alapul.  Az eredeti cikk szerkesztőit annak laptörténete sorolja fel. Ez a jelzés csupán a megfogalmazás eredetét és a szerzői jogokat jelzi, nem szolgál a cikkben szereplő információk forrásmegjelöléseként.